# La Genevroye
La Genevroye är en kommun i departementet Haute-Marne i regionen Grand Est (tidigare regionen Champagne-Ardenne) i nordöstra Frankrike. Kommunen ligger i kantonen Vignory som tillhör arrondissementet Chaumont. År 2022 hade La Genevroye 29 invånare.

## Befolkningsutveckling
Antalet invånare i kommunen La Genevroye
| Referens: INSEE |